# Camionisti in trattoria
Camionisti in trattoria  è un programma televisivo italiano di genere docu-reality, andato in onda dal 2018 al 2020 su DMAX e NOVE in prima serata, con protagonista Chef Rubio fino alla 3ª stagione e con Misha Sukyas nella 4ª, alla ricerca delle trattorie d'Italia frequentate dai camionisti in cui si mangia bene.
La sigla di apertura programma usato fino alla 3ª stagione è stato l'intro della canzone I'm Broken dei Pantera, mentre quella di chiusura è stato Sabotage dei Beastie Boys.

## Il programma
Lo chef gira l’Italia alla ricerca di nuove e leggendarie trattorie per camionisti: in ogni puntata lo Chef percorre tre tragitti in una medesima zona geografica, in compagnia di tre diversi camionisti che lo accompagnano a pranzare o a cenare in un locale a loro scelta. A fine puntata il conduttore sceglie, a proprio insindacabile giudizio (valutando il cibo, il prezzo e l’umanità dei ristoratori), un locale vincitore che riceve premi a sorpresa, a testimoniare la migliore esperienza offerta, sia gastronomica che “umana”.

## Edizioni
| Edizione | Conduzione   | Periodo          | Periodo          | Puntate | Rete |
| Edizione | Conduzione   | Inizio           | Fine             | Puntate | Rete |
| -------- | ------------ | ---------------- | ---------------- | ------- | ---- |
| 1        | Chef Rubio   | 10 maggio 2018   | 14 giugno 2018   | 6       | NOVE |
| 2        | Chef Rubio   | 1º novembre 2018 | 20 dicembre 2018 | 8       | NOVE |
| 3        | Chef Rubio   | 10 marzo 2019    | 28 aprile 2019   | 8       | NOVE |
| 4        | Misha Sukyas | 2 febbraio 2020  | 22 marzo 2020    | 8       | NOVE |

## Puntate

### Prima stagione
| Puntata | Titolo                | Percorso                                                                          | Prima TV       | Telespettatori      | Share     |
| ------- | --------------------- | --------------------------------------------------------------------------------- | -------------- | ------------------- | --------- |
| 1       | Pianura Padana        | Cremona - Guardamiglio (LO) - Silvano Pietra (PV) - Lesegno (CN)                  | 10 maggio 2018 | 354.000 (1.169.233) | 1,4% 4,7% |
| 2       | Centro Italia         | Terni - Fabro (TR) - Roma - Monte Migliore (RM)                                   | 17 maggio 2018 | 318.000             | 1,3%      |
| 3       | Liguria               | Savona - Vado Ligure (SV) - Genova-Voltri - Sarzana (SP)                          | 24 maggio 2018 | 281.000             | 1,2%      |
| 4       | Sud Italia            | Caserta - Eboli (SA) - Lagonegro (PZ) - Lauria (PZ)                               | 31 maggio 2018 | 271.000             | 1,1%      |
| 5       | Il Garda              | Brescia - Lonato del Garda (BS) - Peschiera del Garda (VR) - Rivoli Veronese (VR) | 7 giugno 2018  | 249.000             | 1,1%      |
| 6       | Tra Bergamo e Bologna | Bergamo - Antegnate (BG) - Castelfranco Emilia (MO) - Rivergaro (PC)              | 14 giugno 2018 |                     |           |

### Seconda stagione
| Puntata | Titolo                 | Percorso                                                                     | Prima TV         | Telespettatori      | Share   |
| ------- | ---------------------- | ---------------------------------------------------------------------------- | ---------------- | ------------------- | ------- |
| 1       | Trentino-Alto Adige    | Trento - Velturno (BZ) - Bolzano - Besenello (TN)                            | 1º novembre 2018 | 241.000 (1.035.000) | 1% 4,1% |
| 2       | Val d'Aosta e Piemonte | Pezzana (VC) - Settimo Vittone (TO) - Courmayeur (AO)                        | 8 novembre 2018  | 224.000             | 0,9%    |
| 3       | Puglia e Molise        | Vasto (CH) - Campomarino (CB) - Cerignola (FG) - Campomarino (CB)            | 15 novembre 2018 |                     |         |
| 4       | Abruzzo                | Teramo - San Giovanni Teatino (CH) - Popoli (PE) - Roseto degli Abruzzi (TE) | 22 novembre 2018 |                     |         |
| 5       | Emilia-Romagna         | Rimini - Imola (BO) - Riccione (RN)                                          | 29 novembre 2018 |                     |         |
| 6       | Toscana                | Aulla (MS) - Barberino del Mugello (FI) - Marciano della Chiana (AR)         | 6 dicembre 2018  |                     |         |
| 7       | Sardegna               | Livorno - Olbia (SS) - Lula (NU) - Arzachena (SS)                            | 13 dicembre 2018 |                     |         |
| 8       | Lombardia              | Brescia - Medole (MN) - Sesto Cremonese (CR) - Massalengo (LO)               | 20 dicembre 2018 |                     |         |

### Terza stagione
| Puntata | Titolo                   | Percorso                                                                         | Prima TV       | Telespettatori | Share |
| ------- | ------------------------ | -------------------------------------------------------------------------------- | -------------- | -------------- | ----- |
| 1       | Umbria                   | Rieti - Attigliano (TR) - Fossato di Vico (PG) - Tuoro sul Trasimeno (PG)        | 10 marzo 2019  | 546.000        | 2,1%  |
| 2       | Veneto ed Emilia-Romagna | Porto Marghera (VE) - Marghera (VE) - Santa Maria Maddalena (RO) - Codigoro (FE) | 17 marzo 2019  | 508.000        | 2,0%  |
| 3       | Friuli-Venezia Giulia    | Gorizia - Faragna (UD) - Cosina (Slovenia) - Ronchis (UD)                        | 24 marzo 2019  | 388.000        | 1,6%  |
| 4       | Lazio                    | Viterbo - Tarquinia (VT) - Anagni (FR) - Aprilia (LT)                            | 31 marzo 2019  | 487.000        | 1,9%  |
| 5       | Calabria                 | Scilla (RC) - Rosarno (RC) - Torano Castello (CS) - Rosarno (RC)                 | 7 aprile 2019  | 426.000        | 1,7%  |
| 6       | Sicilia                  | Palermo - Cerda (PA) - Floresta (ME) - Falcone (ME)                              | 14 aprile 2019 | 540.000        | 2,1%  |
| 7       | Spagna                   | La Jonquera (GI) - Gerona - Soses (L) - Sant Pere Sallavinera (B)                | 21 aprile 2019 | 518.000        | 2,4%  |
| 8       | Francia                  | Carcassone - Pardailhan - Saint-Jean-de-Vedas - Orgon                            | 28 aprile 2019 | 426.000        | 1,8%  |

### Quarta edizione
| Puntata | Titolo                | Percorso                                                              | Prima TV         | Telespettatori | Share |
| ------- | --------------------- | --------------------------------------------------------------------- | ---------------- | -------------- | ----- |
| 1       | Puglia Nord           | Canosa di Puglia (BT) - Candela (FG) - Cerignola (FG)                 | 2 febbraio 2020  | 432.000        | 1,7%  |
| 2       | Valtellina            | Lecco - Bormio (SO) - Forcola (SO) - Chiuro (SO)                      | 9 febbraio 2020  | 302.000        | 1,1%  |
| 3       | Piemonte              | Novara - Cossato (BI) - Arborio (VC) - Crescentino (VC)               | 16 febbraio 2020 | 322.000        | 1,2%  |
| 4       | Veneto                | Treviso - Piazzola sul Brenta (PD) - Busa (TV) - Mason Vicentino (VI) | 23 febbraio 2020 | 253.000        | 1,0%  |
| 5       | Puglia Sud            | Gioia del Colle (BA) - Latiano (BR) - Sannicola (LE)                  | 1º marzo 2020    | 354.000        | 1,3%  |
| 6       | Campazio              | Sicignano degli Alburni (SA) - Maddaloni (CE) - Posta (RI)            | 8 marzo 2020     | 230.000        | 0,8%  |
| 7       | Marche                | Spinetoli (AP) - Falconara Marittima (AN) - Ginestreto (PU)           | 15 marzo 2020    | 316.000        | 1,1%  |
| 8       | Friuli-Venezia Giulia | Majano (UD) - Gorizia (GO) - Dogna (UD)                               | 22 marzo 2020    | 349.000        | 1,1%  |